# Fiat City
O Fiat City foi uma picape de preço popular produzida pela empresa de automóveis italiana Fiat. Lançada em 1978, foi a primeira picape leve brasileira.

## História
Com o nome de Fiat 147 Pick-up e feita de forma manual dentro da fábrica da Fiat, teve um Fiat 147 como base, cortando e instalando peças para se tornar a menor e primeira picape derivada de um modelo de passeio do Brasil.
Posteriormente, em 1980, a Fiat lançou a City, picape realmente feita de uso prático, com a tampa de abertura convencional tendo também um aumento significativo de seu tamanho comparado com a picape, este ano ainda utilizando a mesma frente alta (brio).
Em 1980 recebeu sua primeira facelift, ganhando aparência do modelo Europa até 1984 que também ganhou mais uma vez um upgrade se tornando modelo Spazio, indo até o ano de 1988.